# Pugetův záliv (region)
Region Pugetův záliv je termín pro oblast na březích Pugetova zálivu, do které patří také záliv samotný, zdejší nížiny a všechno území mezi Kaskádovým pohořím a Olympijskými horami.

## Historie
Region byl vytvořen kolizí mnoha teranů (mikrokontinentů) se severoamerickou deskou před padesáti až desíti miliony lety. Před patnácti tisíci lety bylo zdejší území zakryto Kordillerským ledovcem. V blízkosti dnešního Seattlu měl led tloušťku až 900 metrů. Když kapitán George Vancouver našel Pugetův záliv, původní obyvatelé obývali toto území již více než pět tisíc let.
George Vancouver našel záliv v roce 1792 a prohlásil ho za britské území. Pojmenoval ho po jednom z jeho poručíků, Peteru Pugetovi. V roce 1846 se region stal americkým územím na základě Oregonské dohody.
Díky Oregonské stezce se do oblasti dostalo více osadníků, kteří se usadili v oblasti Pugetova zálivu. Prvním neindiánským osídlením byl New Market (nyní znám jako Tumwater) v roce 1846. O sedm let později bylo z teritoria Oregon vyčleněno teritorium Washington. Až v roce 1888 byl region spojen železniční dopravou, kterou zajišťovala Northern Pacific Railway a která jej spojila s ostatními státy.
Tacoma byla dlouho známá jako tavírna zlata, stříbra, mědi a olovných rud. Seattle byl hlavním námořním přístavem pro obchod s Aljaškou a zbytkem země, také se zde nacházelo velké množství lodního průmyslu. Část regionu na východním pobřeží Pugetova zálivu vyvinula těžký průmysl v době první a druhé světové války, společnost Boeing se stala ikonou oblasti. Reputace regionu stoupla především při druhé světové válce, protože společnost Boeing vyráběla těžké bombardéry a přístavy Seattle, Bremerton a Tacoma vyráběly lodě.

## Pugetův záliv
USGS definuje záliv jako všechny vody jižně od tří míst. Jedním je Úžina Admiralty mezi Olympijským poloostrovem a Whidbeyho ostrovem. Dalším je Klamný průliv mezi Whidbeyho ostrovem a Fidalgovým ostrovem. Posledním je jižní konec Swinomishského kanálu, který spojuje Skagitský záliv a Padillův záliv. Podle této definice sem patří tedy také Hoodův kanál, Záliv Possession a Saratožský průliv. Nepatří sem tedy Bellinghamův záliv, Padillův záliv, ani vody kolem ostrovů svatého Jana.
Záliv je jinak definován Národním úřadem pro oceán a atmosféru, který jej rozděluje do pěti částí. První čtyři se nachází v oblasti, kterou jako Pugetův záliv definuje USGS, ta pátá, zvaná „Severní Pugetův záliv“ ale ne. Ta je ohraničena na severu hranicí s Kanadou a na západě vzdušnou čarou mezi hranicí s Kanadou a ústím řeky Sekiu do moře. Podle této definice do zálivu patří tedy i velké části Georgijské úžiny a úžiny Juana de Fucy. Podle Arthura Kruckeberga z University of Washington se termín „Pugetův záliv“ pro vody severně od definice USGS občas používá, raději ale používá termín „Pugetův záliv a přilehlé vody“.
Alternativní termín pro Pugetův záliv mají původní obyvatelé, kteří ho nazývají Whulge, což znamená „slaná voda“. Od roku 2009 také oficiálně platí termín Sališské moře, který je používán pro Pugetův záliv a obě úžiny (Juana de Fucy a Georgijskou) dohromady. Termín „Pugetův záliv a přilehlé vody“ se také často používá pro oblast Bellinghamova zálivu a okolí souostroví svatého Jana.

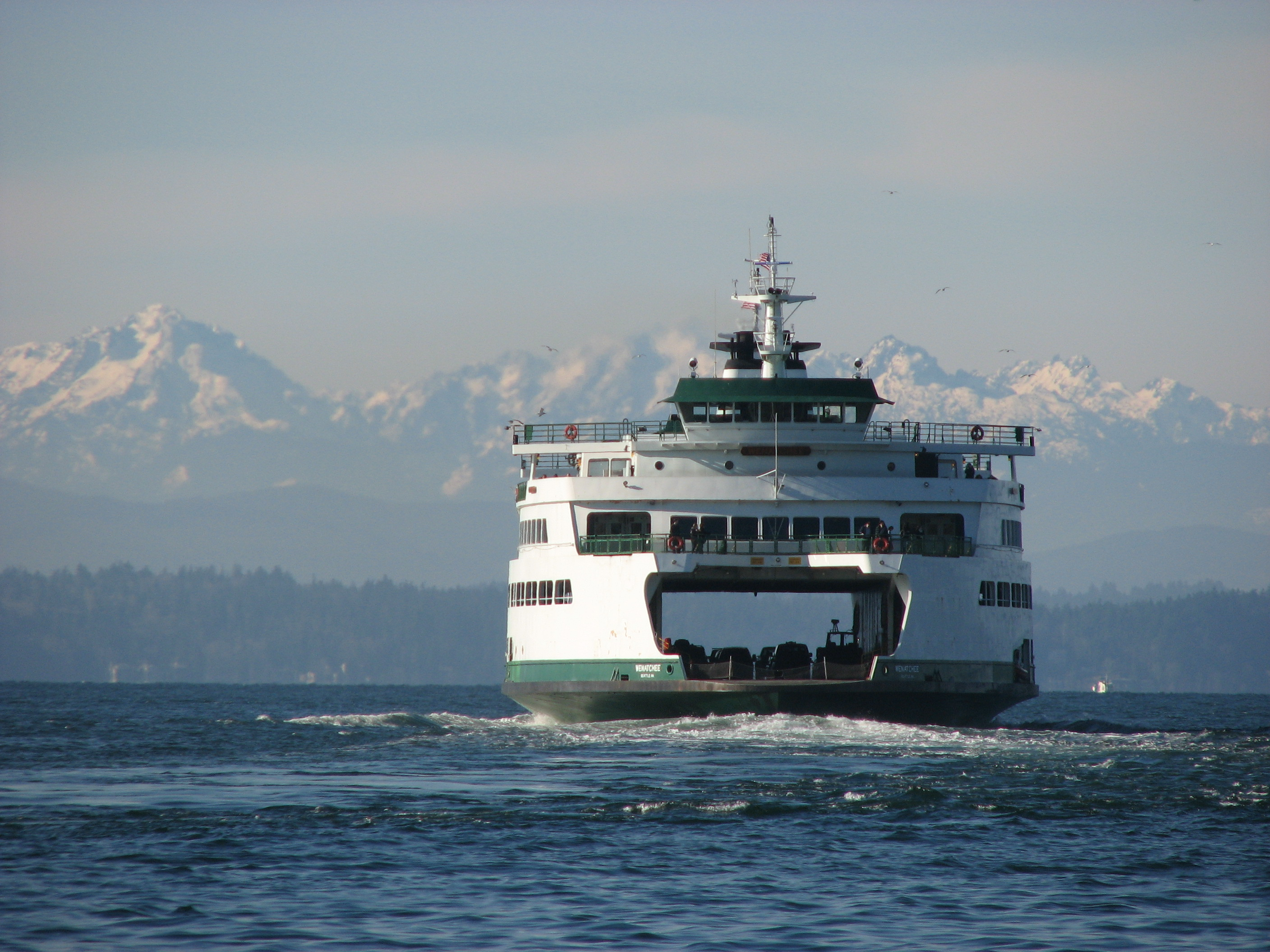
Trajekt MV Wenatchee na cestě ze Seattlu na Bainbridge Island

## Geografie
Region zvaný Puget Sound má své centrum v Seattlu a skládá se z devíti okresů, tří dalších velkých měst a dvou satelitních měst a obvykle se mu přezdívá Pugetopolis. Dvě největší města, Seattle a Tacoma, mají velké průmyslové zóny, přístavy a centrální obchodní čtvrti s vysokými budovami. Zbylá čtyři města jsou předměstského rázu, mají malé centrum města a malé průmyslové zóny nebo přístavy. V těchto předměstích se nachází mnoho rezidencí a obchodních center. Dva největší přístavy v regionu jsou Port of Seattle a Port of Tacoma, které dohromady dávají třetí největší přístav v Severní Americe po Los Angeles a New Yorku. Přes záliv se lze dopravit díky státně provozovanému systému trajektů - Washington State Ferries.

### Okresy, ve kterých se region rozkládá
- Island County
- Jefferson County
- King County
- Kitsap County
- Mason County
- Pierce County
- Skagit County
- Snohomish County
- Thurston County

### Důležité ostrovy
- Andersonův ostrov
- Bainbridgův ostrov
- Blakeův ostrov
- Caamañův ostrov
- Fidalgův ostrov
- Foxův ostrov
- Hartstenův ostrov
- Herronův ostrov
- Indiánský ostrov
- Marrowstone
- Mauryho ostrov
- McNeillův ostrov
- Squaxinský ostrov
- Vashonův ostrov
- Whidbeyho ostrov

### Centra regionu

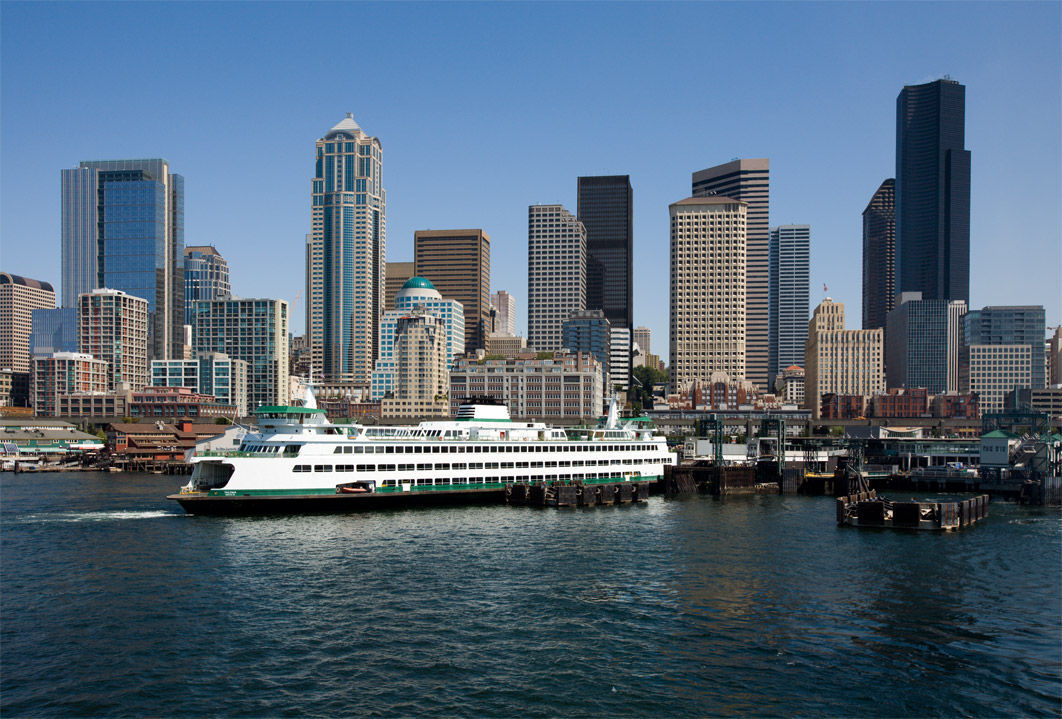
Seattle, největší město regionu

- Seattle
- Tacoma
- Olympia
- Everett

### Satelitní města
- Bellevue
- Bremerton

### Další důležitá města
- Auburn
- Edmonds
- Federal Way
- Kent
- Kirkland
- Lakewood
- Lynnwood
- Marysville
- Mount Vernon
- Oak Harbor
- Puyallup
- Redmond
- Renton
- Shoreline

### Vojenské základny
- Vojenská a letecká základna Lewis-McChord
- Camp Murray
- Námořní stanice Everett
- Námořní základna Kitsap
- Námořní doky a opravna Puget Sound
- Námořní letecká stanice Whidbey Island

## Pugetův záliv v hudbě
- Song „Frances Farmer Will Have Her Revenge On Seattle“ z alba In Utero od skupiny Nirvana.
- Song „Hello Seattle“ z alba Ocean Eyes od projektu Owl City.
- Název songu na albu Mr. Universe od kapely Gillan.